# Золота Роза (Львів)

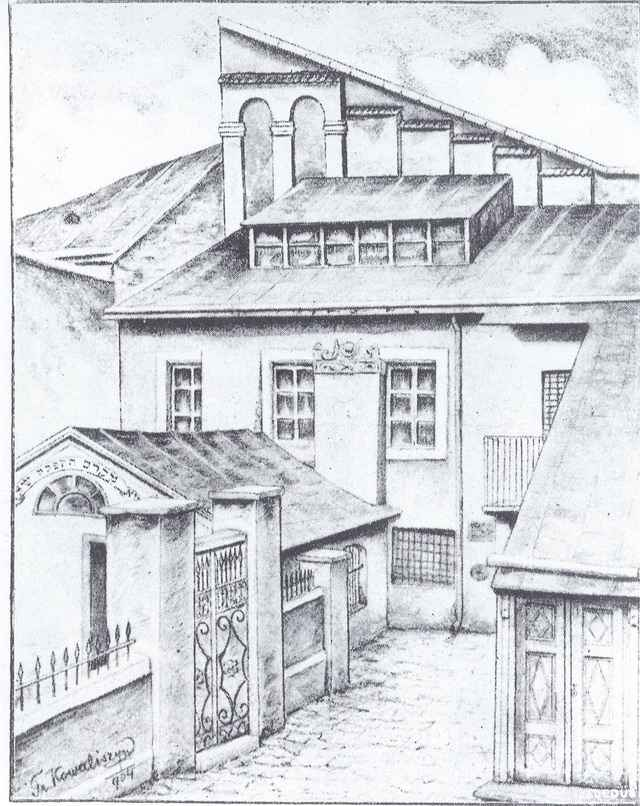
Вигляд в минулому з вулиці Бляхарскої (сьогодні Івана Федорова)

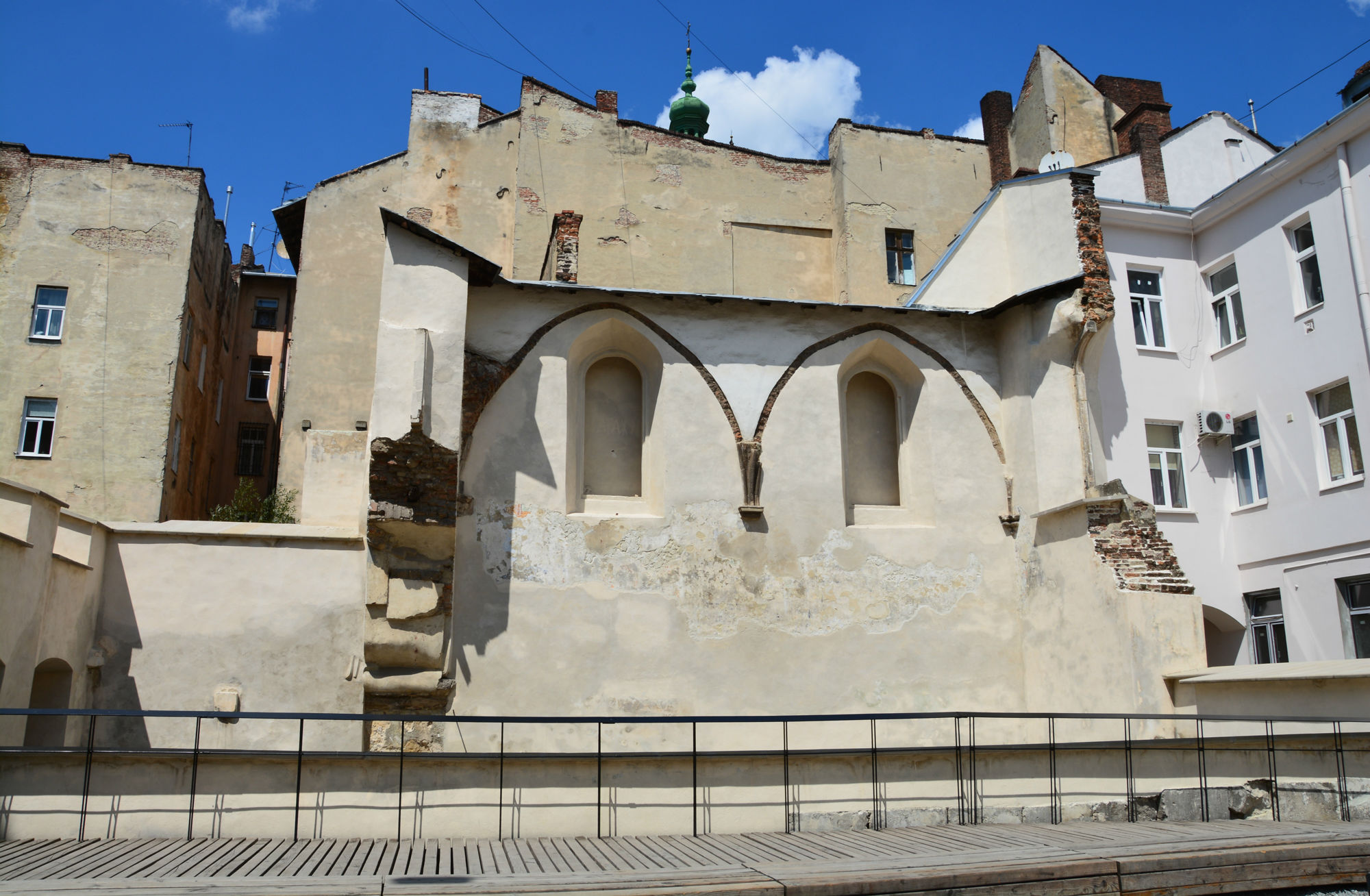
Сліди склепінь, вікон на вцілілій стіні синагоги, 2017

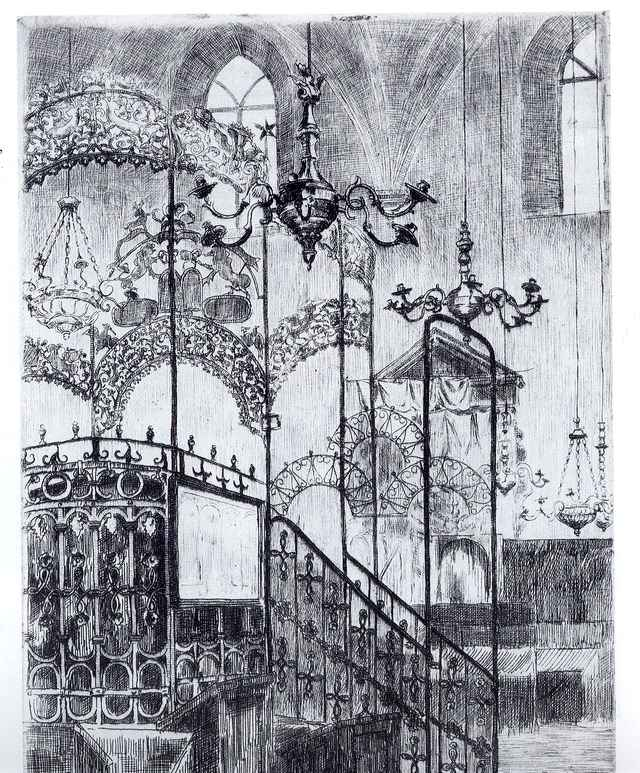
Малюнок-реконструкція інтер'єру

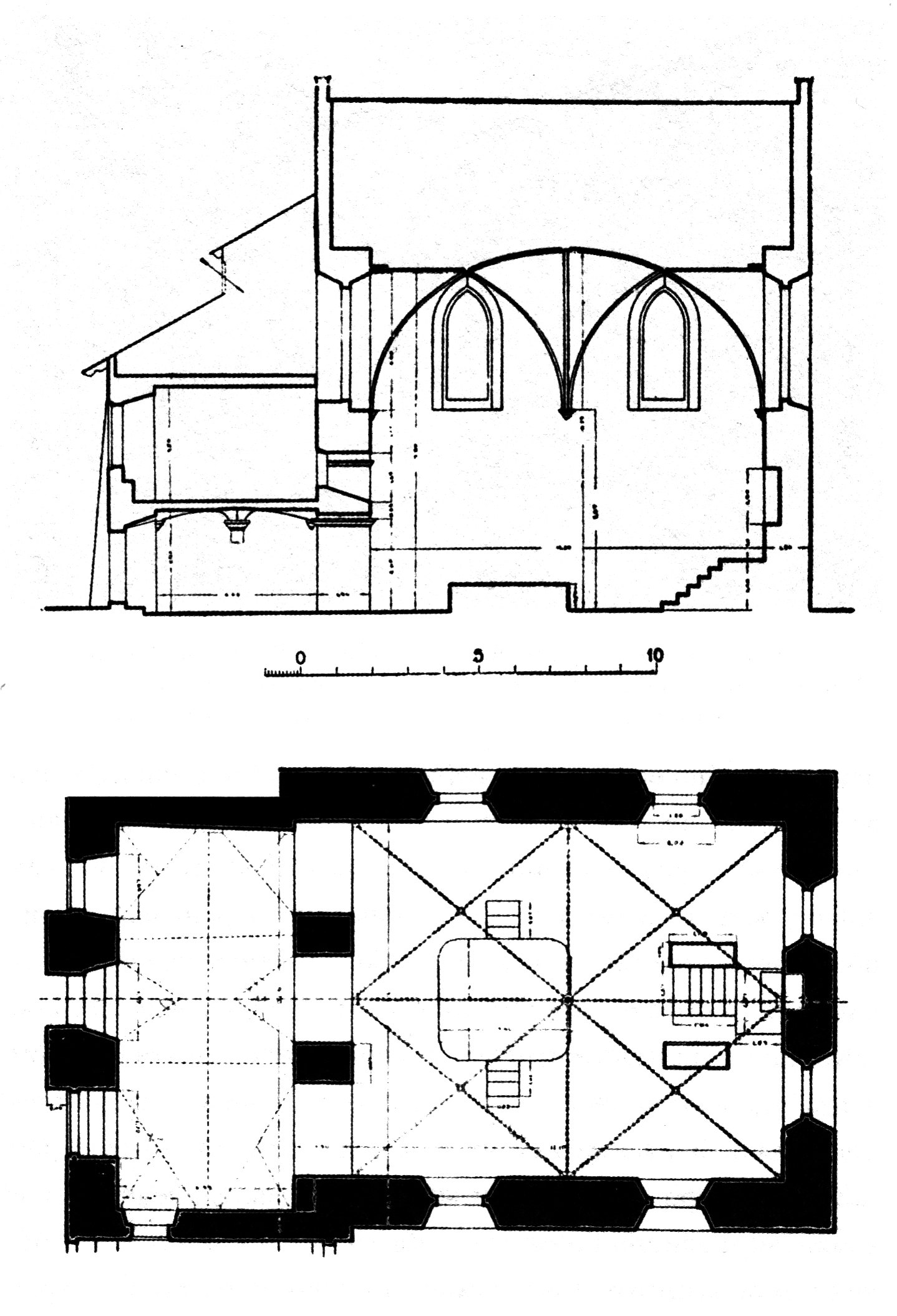
Обмірні креслення, виконані Яном Зубжицьким, 1920-ті

«Золота́ Ро́за» (івр. שושנת הזהב; їд. די גאָלדען רויז; пол. Złota Róża, Turei Zahav) — синагога у Львові, була пам'яткою архітектури ренесансу, святинею львівської єврейської міської громади.
Була розташована на території середньовічного єврейського кварталу, на нинішній вулиці Івана Федорова, 27.
Будівлю зруйнували вибухівкою німецькі окупанти у серпні 1941 року.

## Назва
Народна назва «Золота Роза» (справжня «Турей Загав», перкл. «Золоті рядки») пов'язана з невісткою Іцака Нахмановича, котра, згідно з легендою, допомогла єврейській громаді отримати дозвіл на спорудження храму, погодившись стати дружиною короля. Після його одержання дівчина викинулася з вікна.
Є й інша версія походження назви «Золота Роза» (назва «Турей Загав» перекладається також як «Золоті ворота», назва основного твору Давида Галеві, коментар до «Шурхан Арух»). Давид бен Шмуел Га-Леві був автором ритуального кодексу, і, оскільки він часто тут молився, то і синагогу назвали на честь його твору. З часом значення назви забулося, і її сталі вимовляти як «Турей Рейзл».

## Історія
Муровану міську синагогу спорудив у 1582–1596 роках італійський архітектор Павло Щасливий за участі Амвросія Прихильного та Адама Покори. Фундатором синагоги був багатий львівський купець, банкір і королівський фінансист та голова єврейської міської громади Іцак Нахманович (Ісаак бен Нахман). Архітектори надали споруді рис архітектури ренесансу з ремінісценціями готики. Це була друга міська синагога в Львові, на будівництво якої влада тривалий час не давала дозвіл. Врешті-решт, римо-католицький архієпископ, даючи дозвіл на її будівництво, наказав, «щоб невірні жиди не будували синагоги видною і цінною, але звичайну, середньої міри» (згідно з усталеними правилами синагога не мала права бути вищою за інші будівлі в місті). Наприкінці XVI століття єзуїти вирішили спорудити у Львові монастир і для цього обрали ділянку, на якій стояла синагога. У 1603 році король Сигізмунд III подарував їм цю ділянку, а суд конфіскував будівлю. Проте прохід до будівлі був через будинок Мордегая Нахмановича, який заборонив єзуїтам проходити через його володіння. Судова суперечка ордена єзуїтів з львівськими євреями тривала ще майже шість років, доки у 1609 році синагогу не повернули сім'ї Нахмановичів.
Ця будівля була центром суспільного життя середньовічного єврейського кварталу і однією з найгарніших синагог Східної Європи. 1914 року студенти відділу архітектури Львівської політехнічної школи Калікст Кшижановський, Мечислав Жепецький, Зигмунт Шпербер, Фридерик Таданір під керівництвом Адольфа Шишко-Богуша як навчальне завдання виконали заміри синагоги. Інвентаризаційні креслення, доповнені статтею Таданіра, видано у щорічнику, присвяченому роботам студентів Політехніки. 1920 року на виставці єврейських художників у будинку кагалу рисунки Золотої Рози експонував Зигмунт Шпербер. У 1930-х роках її досліджували фахівці, які виконали архітектурні обміри і фотофіксацію. 
Під час німецької окупації 14 серпня 1941 року, а також протягом кількох наступних днів низку синагог у Львові було підпалено. Тоді ж горіла й Золота Роза. Пізніше остаточно зруйнована нацистами. Залишки синагоги включені до Реєстру пам'яток архітектури місцевого значення (№ 513-м). Вона включена до Програми відтворення видатних пам'яток історії і культури України, затвердженою урядом України у 1999 році.

## Архітектура
Синагога розташовувалася у глибині подвір'я, з трьох боків оточена забудовою. Мурована з цегли та каменю, невелика за розмірами і в плані майже квадратна (11×9 м). 1601 року із заходу було прибудовано одноповерховий присінок, а з південного — прибудова із в'язницею та приміщеннями для служки. Над цими прибудовами пізніше було влаштовано галерею для жінок. До галереї провадили сходи змонтовані на західному фасаді.
Стилістично будівля перехідна від готики до ренесансу. Головна зала перекрита системою готичних хрещатих склепінь із нервюрами, що спиралися на ренесансні консолі. На трьох стінах під самою стелею було по два стрільчастих вікна. Підлога молитовного залу була заглиблена нижче від рівня вулиці, адже споруда не мала бути вищою за львівські храми, але архітекторам хотілося зробити її хочаб величною зсередини, як прийнято для храмів. Арон Га-кодеш у вигляді кам'яного ренесансного порталу знаходився на піднесенні біля східної стіни. Водночас зовні фасади синагоги завершувались високим ренесансним аркатурним аттиком з волютами і зубцями.

## Плани відбудови
Єврейська релігійна ортодоксальна громада «Турей Загав» неодноразово висловлювала переконання, що синагогу «Золота роза» потрібно відновити. Голова «Турей Загаву» Мейлах Шейхет стверджує, що у 2013 році було прийнято програму регенерації юдейської дільниці, яка є «затвердженою на всіх рівнях, включно з ЮНЕСКО» та передбачає підтримку «гранту посла США». Згідно вищезгаданій програмі увесь єврейський квартал у Львові підлягає повній реставрації.

## Вшанування
Розкопки «Золотої Рози» розпочали у 2007. Пам'ятку було включено до затвердженої урядом у 1999 році програми відтворення видатних пам'яток історії та культури України. У липні 2015 року на замовлення міської влади розпочалась консервація вцілілих залишків синагоги «Золота Роза».
У 2010 році Львівська міська рада, Німецьке товариство міжнародного співробітництва GIZ та Центр міської історії Центрально-Східної Європи ініціювали конкурс проєктів вшанування місць єврейської пам'яті у Львові. Пропозиції щодо проведення цього конкурсу вперше були озвучені на міжнародній конференції «Міська єврейська спадщина та історія Центрально-Східної Європи», організованій Центром міської історії 2008 року.[джерело?] Перемогу на конкурсі здобув проєкт німецького архітектора Франца Решке «Простір Синагог», який передбачав створення меморіального комплексу біля залишків «Золотої Рози» та впорядкування площі на місці Великої синагоги.
Адаптацію проєкту та оформлення документації у відповідності до вимог чинного законодавства України здійснив архітектор Юрій Столяров, а к.арх.н. Оксана Бойко з Інституту «Укрзахідпроектреставрація» підготувала проєкт консервації синагоги «Золота Роза». Загальна вартість першої частини проєкту складала 295 тис. євро. Проєкт був профінансований Львівською міською радою, Німецьким товариством міжнародного співробітництва (GIZ) [Архівовано 10 жовтня 2016 у Wayback Machine.] за підтримки Федерального міністерства економічної співпраці та розвитку Німеччини (BMZ), Центром міської історії та меценатами. Організаторами проєкту виступили міська рада, Центр міської історії та GIZ в партнерстві з всеукраїнським благодійним фондом «Хесед Ар'є» (Україна), організаціями «Гілель Львів» та «Гешер Галіція» (США), Асоціацією нащадків та колишніх мешканців Львова (Ізраїль) і Асоціацією вшанування львівської єврейської спадщини та історичних місць (Ізраїль). Серед противників проєкту голова львівського відділення УТОПІК Андрій Салюк, який заявляє, що у процесі погодження проєкту фактично проігноровано громадські слухання. Мейлах Шейхет, керівник релігійної громади «Турей Загав» виступає за відбудову Золотої Рози, а не просто консервацію. Він заявляє, що проєкт консервації Решке несумісний зі створеною раніше і затвердженою «Програмою регенерації юдейської дільниці», створеної інститутом «Укрзахідпроектреставрація».
4 вересня 2016 року відбулося урочисте відкриття першої частини меморіального комплексу «Простір синагог» на вул. Староєврейській, 37. Проєкт меморіалу включає законсервовані залишки синагоги «Золота Роза», помаркований фундамент єврейського Будинку навчання (Бейт Гамідраш) та меморіальну інсталяцію «Увіковічнення», які усі разом творять комплекс «Простору синагог».

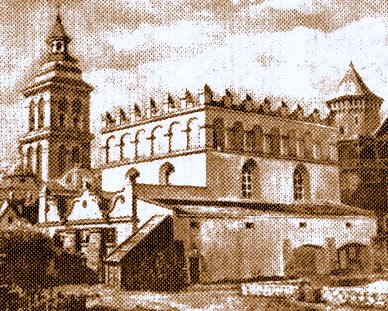
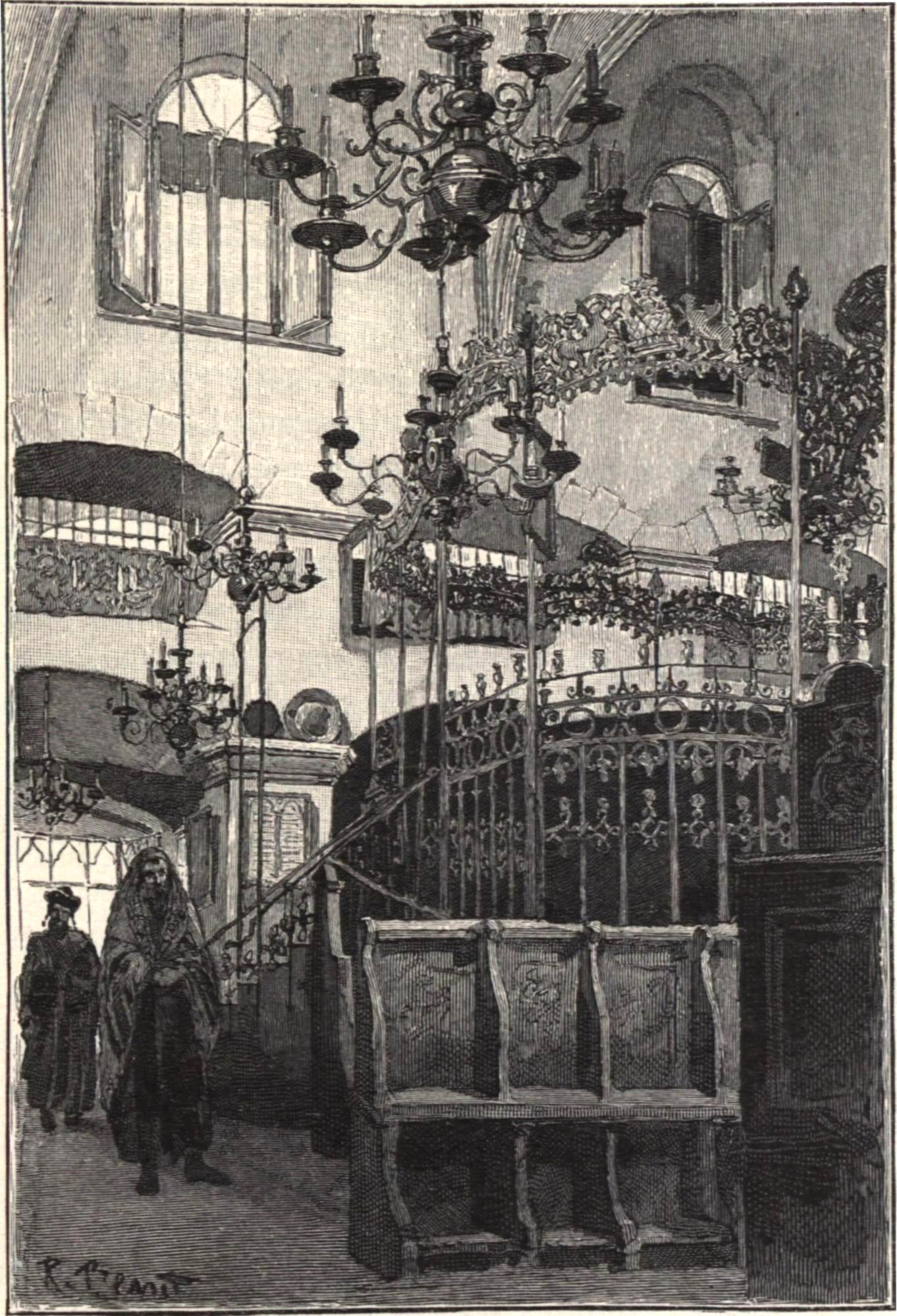
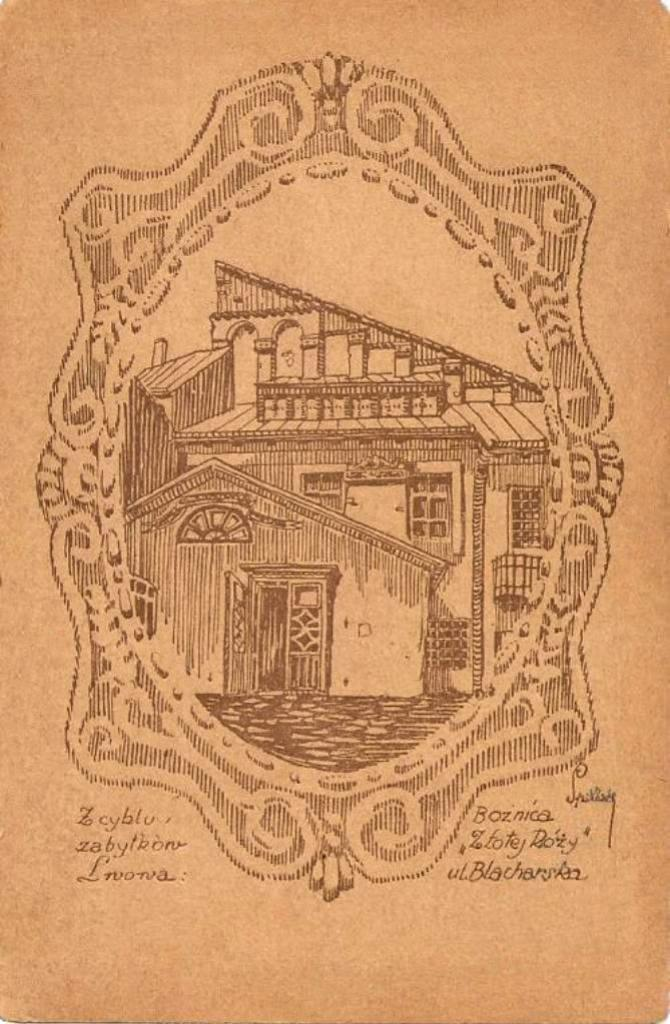
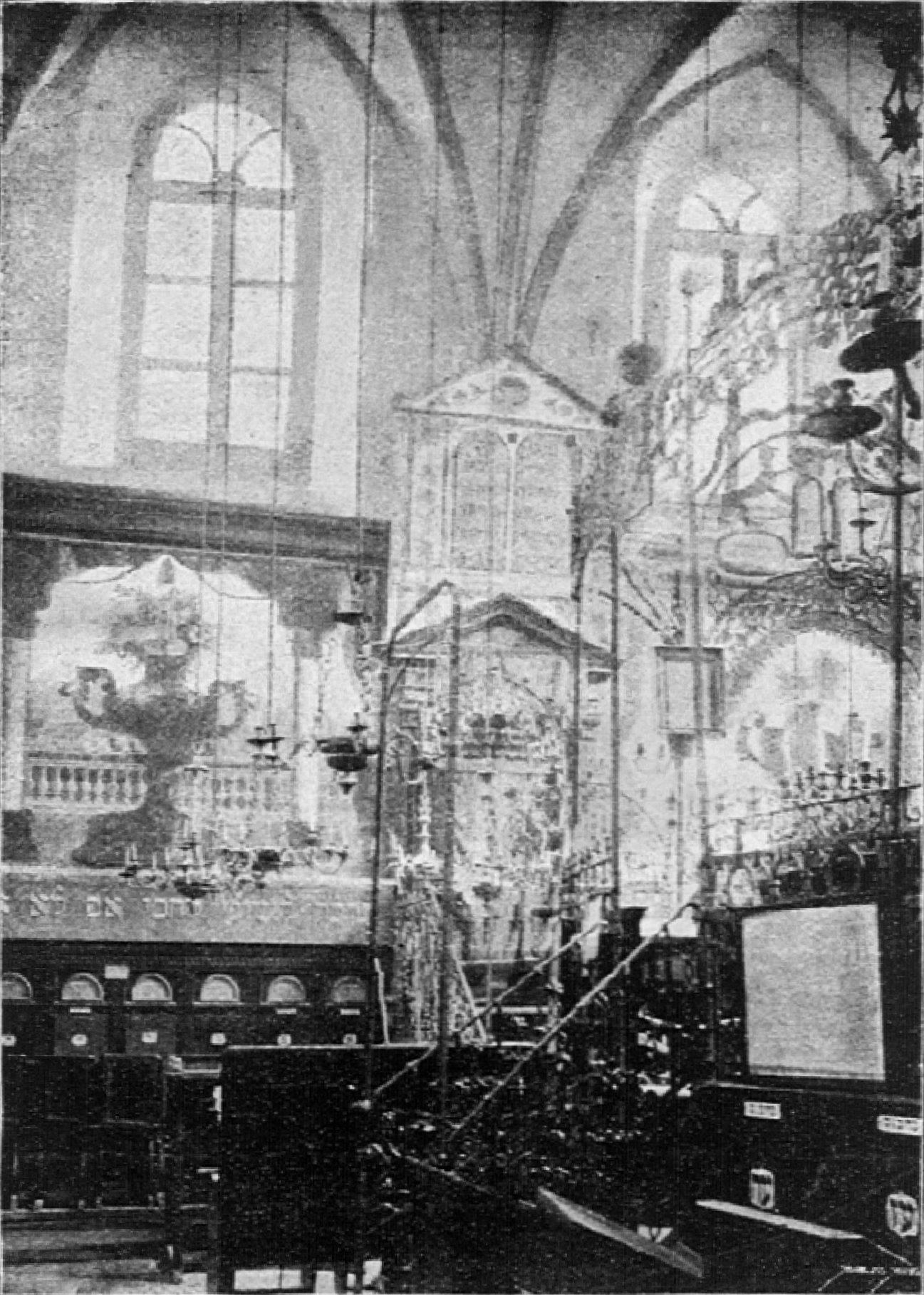
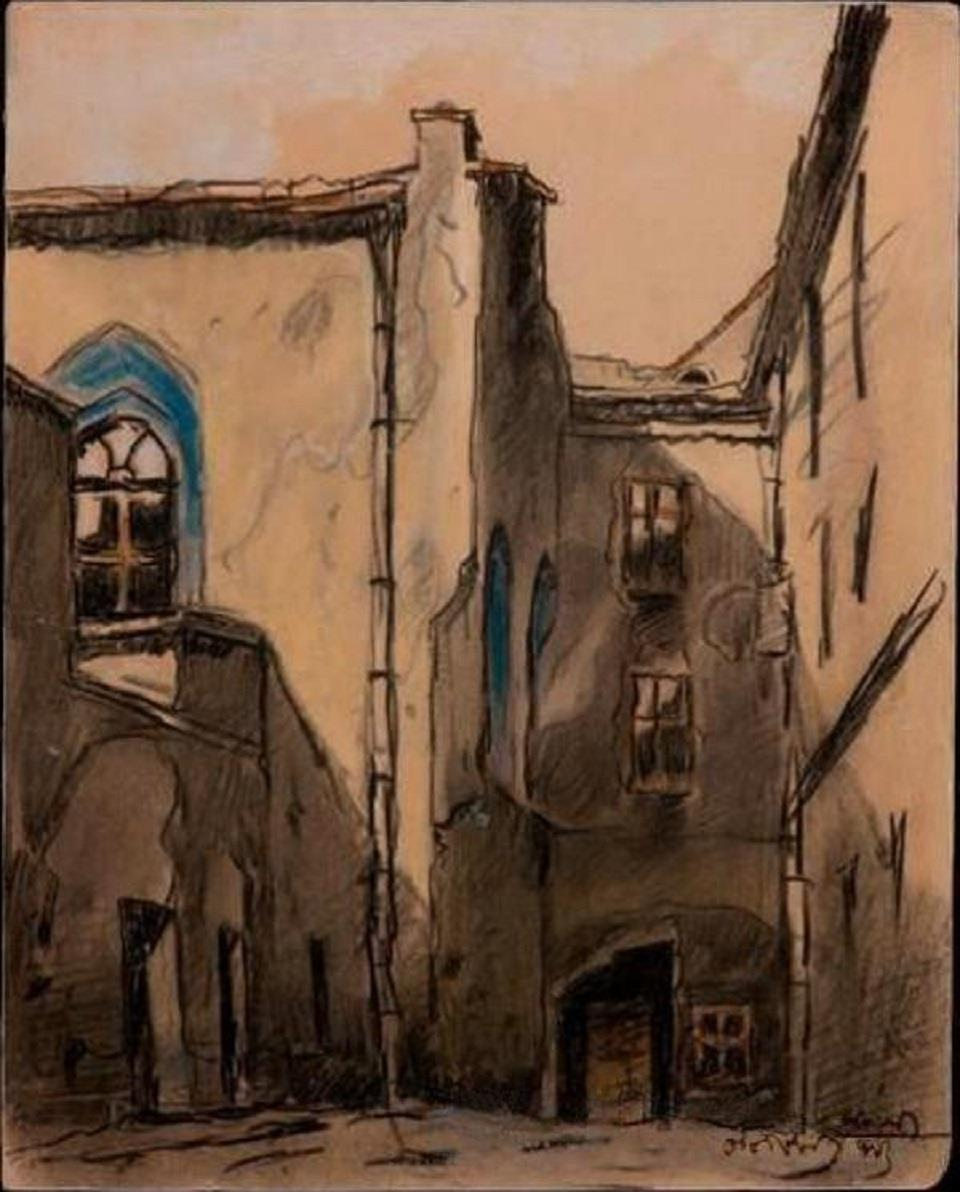
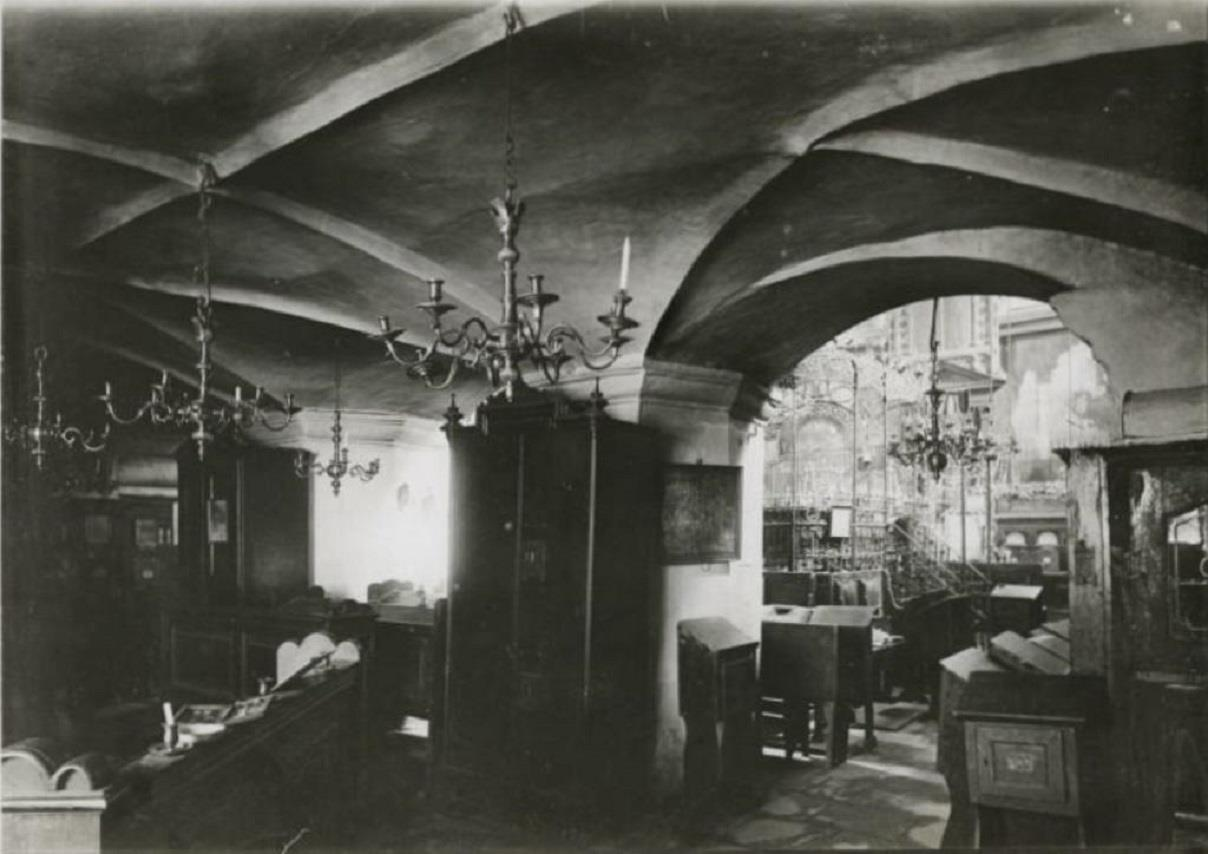
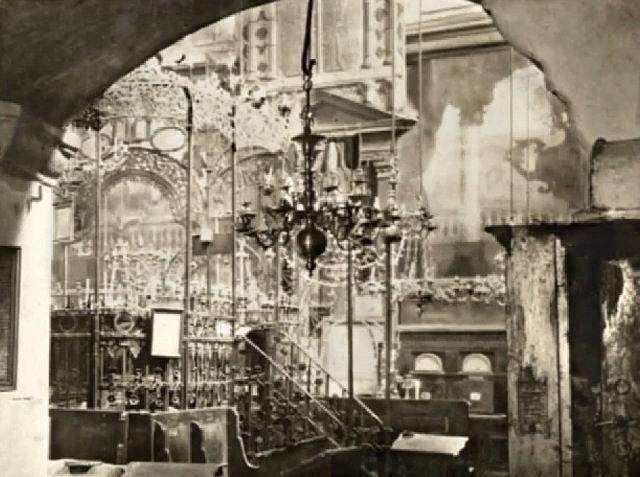
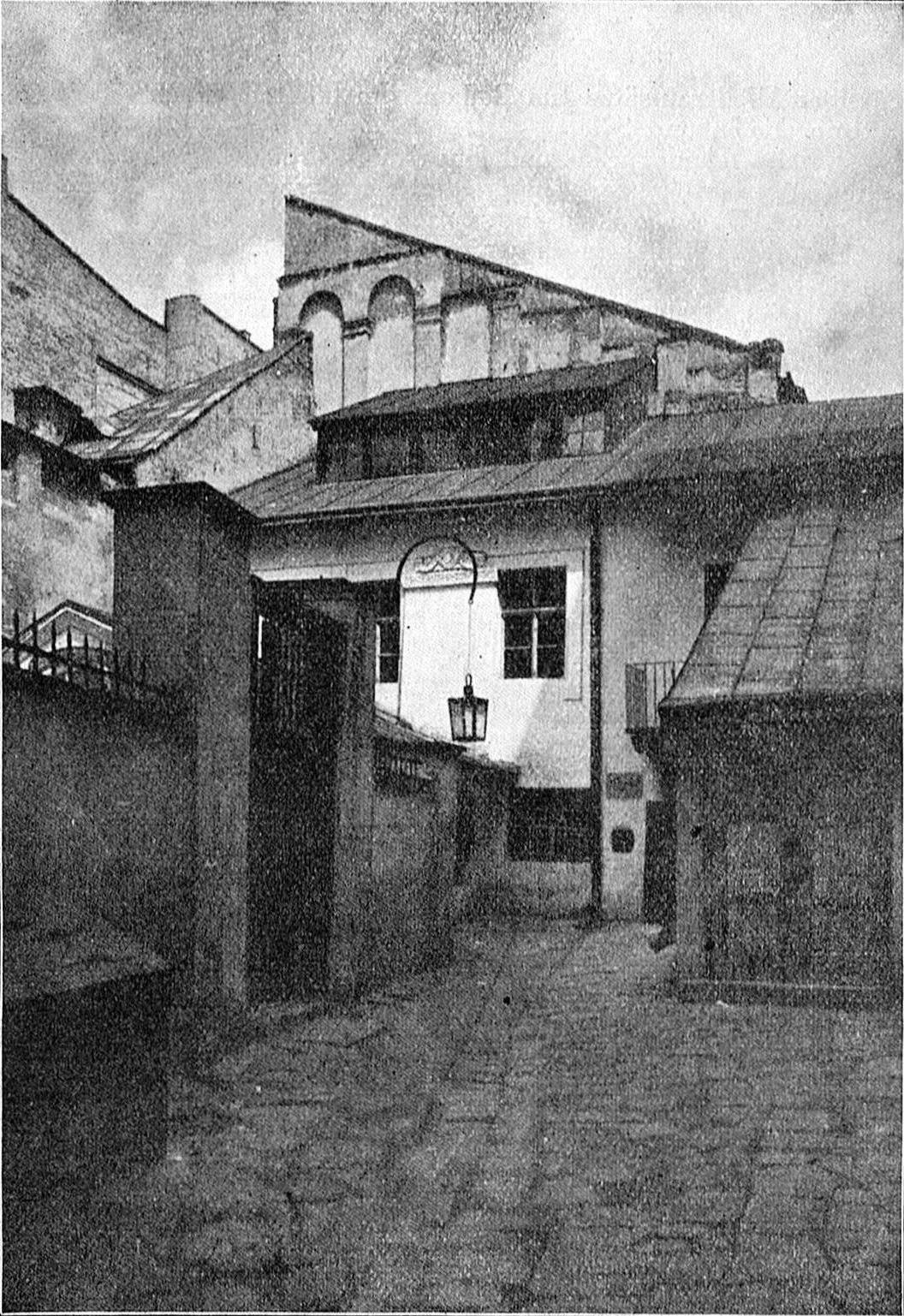
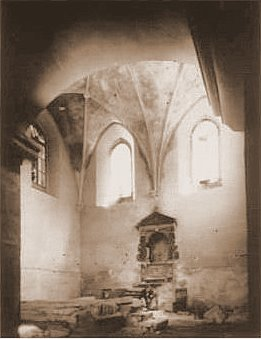
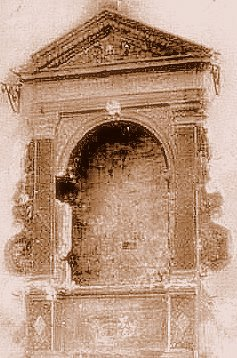
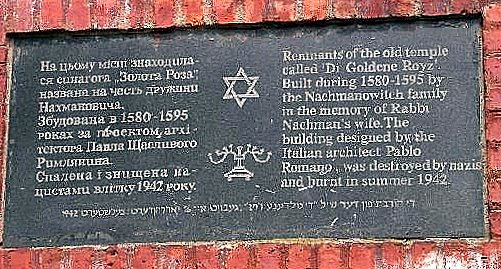
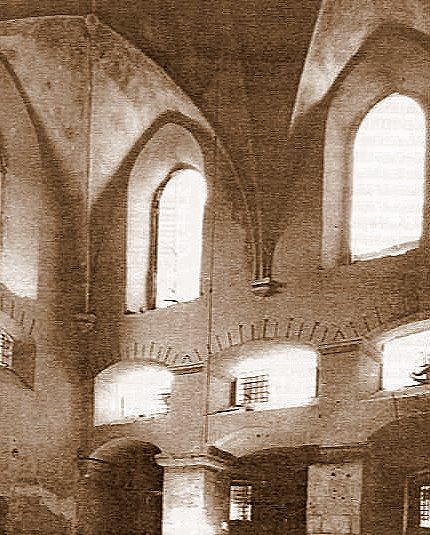
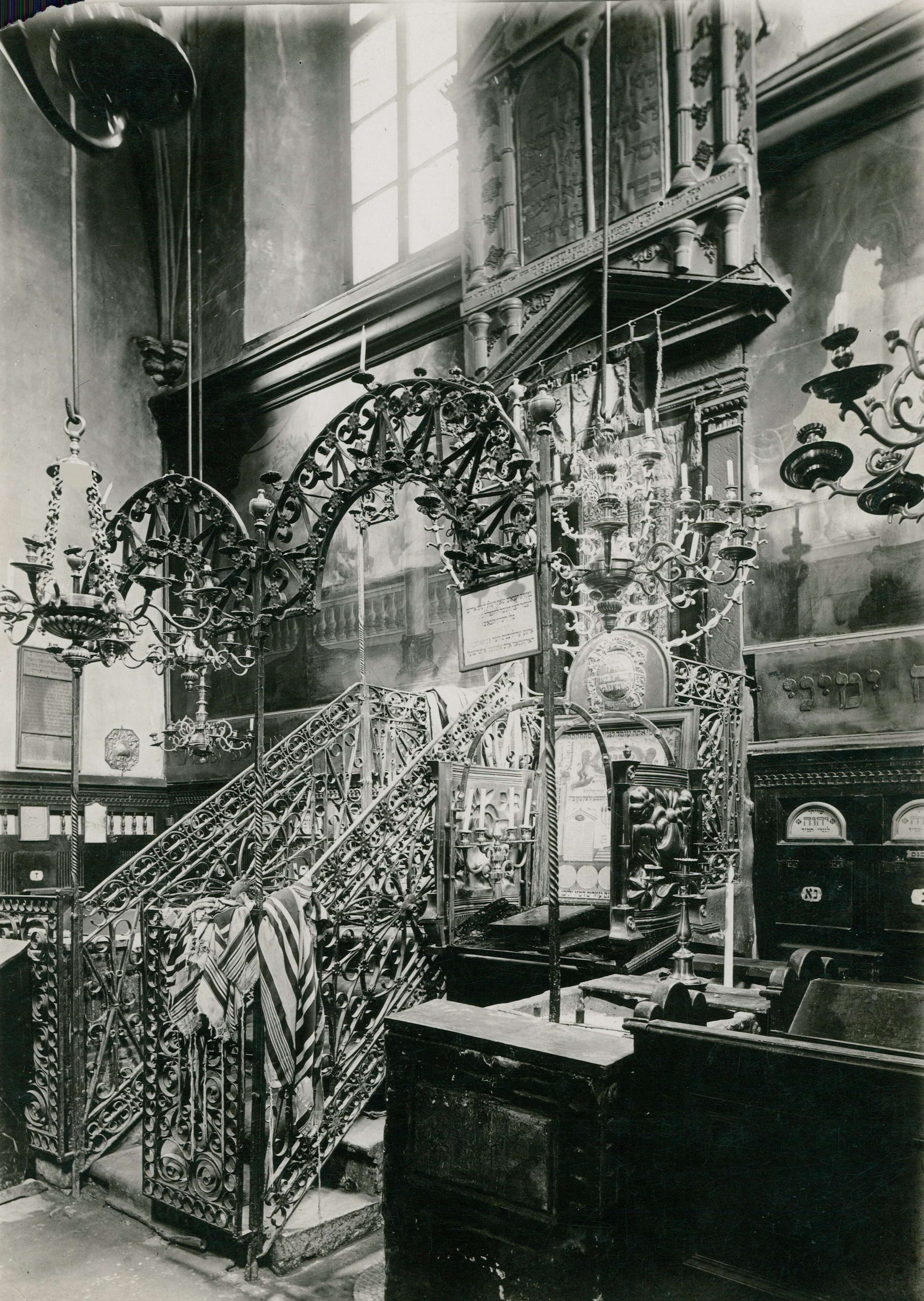

У 2017 році планується початок робіт на ділянці Великої міської синагоги.[джерело?]